# Бобров, Богдан Александрович
Богдан Александрович Бобров (род. 16 сентября 1997, Пенза) — российский профессиональный теннисист, мастер спорта России (2013). Чемпион России в одиночном разряде (2024); победитель одного турнира ATP Challenger в парном разряде и двадцати турниров ITF (8 — в одиночном разряде).

## Общая информация
Родился 16 сентября 1997 года в Пензе, в Пензенской области, в России.
Кроме игры на профессиональных теннисных турнирах Бобров также принимает участие в проекте теннисистов-блогеров «TBN Tennis Team», который имеет популярные каналы на таких платформах как YouTube и Telegram, и ведёт прямые онлайн-трансляции в социальной сети «ВКонтакте», которые в том числе комментирует Богдан Бобров.

## Спортивная карьера
В 2019—2024 годах стал победителем восьми турниров ITF в одиночном разряде.
И в 2016—2024 годах стал победителем ещё девяти турниров ITF в парном разряде.

### 2023—2024
В марте 2023 года, в Секешфехерваре (Венгрия) стал победителем турнира серии «челленджер» в парном разряде, где он вместе с Сергеем Фоминым в финале обыграл представителей Турции Эрги Киркина и Шарпа Агабигуна со счётом: 6-2, 5-7, [11-9].
В сентябре 2023 года стал финалистом Международного турнира «Kazan Kremlin Cup» в парном разряде вместе с Павлом Вербиным, где из-за травмы они не вышли на финал и проиграли Илье Симакину и Егору Агафонову.
В конце сентября 2024 года в Казани стал чемпионом России в одиночном разряде, где в финальном матче обыграл Игоря Кудряшова со счётом 3-6, 7-6(7), 6-4.

## Итоговое место в рейтинге ATP по годам
| Год  | Одиночный рейтинг | Парный рейтинг |
| 2023 | 415               | 352            |
| 2022 | 496               | 689            |
| 2021 | 454               | 465            |
| 2020 | 430               | 481            |
| 2019 | 463               | 523            |
| 2018 | 701               | 706            |
| 2017 | 822               | 986            |
| 2016 | 1227              | 984            |
| 2015 | 1293              | 1392           |
| 2014 | 1201              |                |